# アリス・アデール
アリス・アデール（Alice Ader、1945年 - ）はフランスのピアニスト。
1958年にパリ音楽院に入学し、リュセット・デカーヴ、ジャック・フェヴリエに師事。その後、1967年から1970年までウィーン国立音楽大学に留学し、ブルーノ・ザイドルホーファーに学ぶ。1991年から1994年までフィリップ・ヘレヴェッヘのアンサンブル・ミュジーク・オブリークで活動。
1994年からアンサンブル・アデール（アリス・アデール・アンサンブル）を主宰し、ドビュッシーをはじめメシアン、フランク、エマヌエル・ヌネスなどをレパートリーとする。ソリストとしても、フランスの近現代音楽を中心にシューベルトやブラームスのピアノ曲集などを録音しており、2003年にはアレクサンドル・ドミトリエフ指揮サンクトペテルブルク交響楽団とショパンのピアノ協奏曲第1番を演奏している。メシアンをはじめアンドレ・ジョリヴェ、フィリップ・エルサンなど現代フランスの作曲家と親しく接し、その演奏に大きな信頼を得たことで知られている。